# Chinese boszanger
De Chinese boszanger (Phylloscopus subaffinis) is een zangvogel uit de familie Phylloscopidae.

## Verspreiding en leefgebied
Deze soort is endemisch in centraal en zuidelijk China.